# اس‌اس کلمبوس (۱۹۲۴)
اس‌اس کلمبوس (۱۹۲۴) (به انگلیسی: SS Columbus (1924)) یک کشتی بود که طول آن ۷۵۰ فوت (۲۳۰ متر) و ارتفاع آن ۴۹ فوت (۱۵ متر) بود. این کشتی در سال ۱۹۱۴ ساخته شد.